# Maria Nardi
Maria Livia Nardi (Ravenna, 15 gennaio 1935) è un'ex nuotatrice italiana.

## Biografia
Nata nel 1935 a Ravenna, a 17 anni ha partecipato ai Giochi olimpici di Helsinki 1952, uscendo in batteria con il tempo di 1'13"2 nei 100 m stile libero e venendo eliminata in batteria anche nella staffetta 4 × 100 m stile libero insieme a Eva Belaise, Fides Benini e Romana Calligaris in 4'52"6.
Due anni dopo ha preso parte agli Europei di Torino 1954.